# Nembrotha megalocera
Nembrotha megalocera is een slakkensoort uit de familie van de Polyceridae. De wetenschappelijke naam van de soort is voor het eerst geldig gepubliceerd in 1990 door Yonow.